# Židovské jméno
Židovské jméno je jméno, užívané k náboženským nebo právním účelům v judaismu.
Chlapec dostává jméno hned po obřízce, kdy mohel pronáší požehnání, které obsahuje pojmenovávací formuli - „ať je v Izraeli nazýván jménem ..., syn (otcovo jméno)“. Dívka dostává jméno, když je její otec vyvolán po jejím narození k Tóře a poté chazan nebo gabaj odříká požehnání zvané mišeberach.
Od bar micva je muž vyvoláván k Tóře svým židovským jménem, s připojením jména otce (David ben Jišaj). Aškenázové při modlitbách za nemocné či za Židy v zajetí se modlí s užitím židovského jména se jménem matky (např. Gil'ad ben Malka).
Na oficiálních židovských dokumentech (např. ketubě) se uvádí jen židovské jméno, u rozvodové listiny (get) všechna jména, pod nimiž je dotyčný znám (včetně přezdívek), ale zapsaná hebrejským písmem.
Aškenázové často pojmenovávají děti po zemřelém prarodiči či jiném příbuzném, Sefardé po žijícím prarodiči. Aškenázové také tradičně spojovali jméno s jeho ekvivalentem v jidiš - např. Zeev Volf či Arje Lejb. U ženských jmen je jidiš slovo spíše lichotkou (např. Rivke Frume - Rivka Zbožná).
U kohenských a levitských rodin je součástí židovského jména vyjádření tohoto rodinného původu (ha-kohen, ha-levi).
V Izraeli je zvykem u praktikujících Židů dát jméno skutečně až po obřízce (tedy osmý den po narození) či během mišeberachu (u dívek). Rodiče často do poslední chvíle váhají a nikdo se jich neptá na jméno narozeného dítěte. To je někdy problém u předčasně narozených, nedonošených chlapečků, kdy se obřízka odkládá. Tehdy obvykle dostanou jméno při mišeberachu jako dívky, aby se mohli ostatní už modlit za zdraví těchto chlapců. (Problém dělá tato praxe pojmenovávání v zemích diaspory, kdy úřady chtějí znát jméno dítěte už před porodem).

## Změna jména
Je občasným zvykem u osob velmi vážně nemocných přidávat dodatečné jméno. Tento zvyk se odvolává na Talmud (Roš ha-šana 16b), že tato změna může zvrátit „nepříznivý výnos“ v nebi. Nejčastěji se přidává jméno Chajim (život), u žen Chaja (živá).